# Walentin Alexejewitsch Kargin

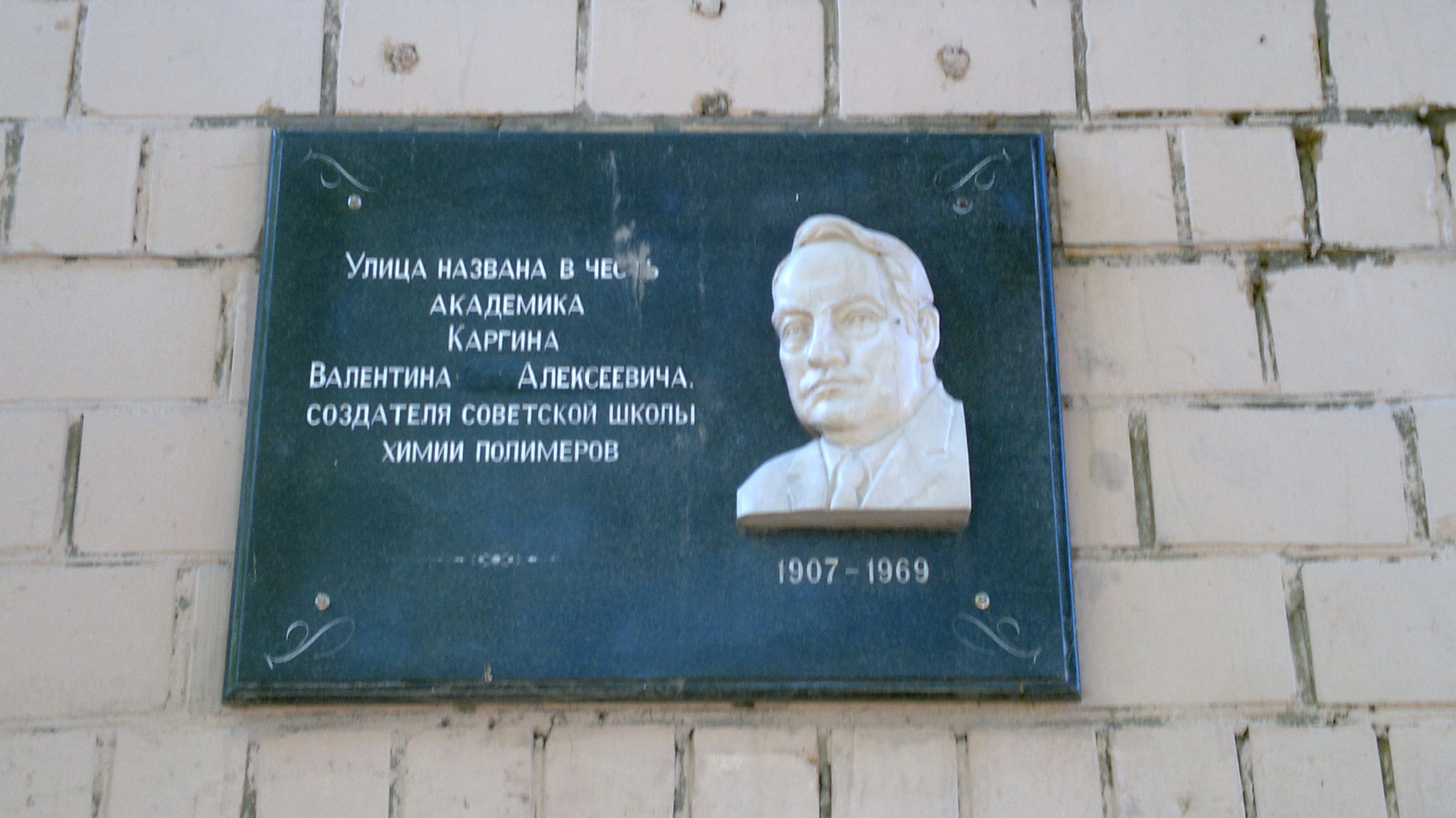
Walentin Alexejewitsch Kargin (Gedenktafel an der Akademik-Kargin-Straße in Mytischtschi)

Walentin Alexejewitsch Kargin (russisch Валенти́н Алексе́евич Карги́н; * 10. Januarjul. / 23. Januar 1907greg. in Jekaterinoslaw, Russisches Kaiserreich; † 21. Oktober 1969 in Moskau) war ein sowjetischer Chemiker, Physikochemiker, Kolloidchemiker, Polymerchemiker und Hochschullehrer.

## Leben
Kargin, Sohn eines Bergbauingenieurs, besuchte nach dem Umzug der Familie nach Klin die dortige Mittelschule mit Abschluss 1922. Darauf arbeitete er in dieser Schule als Laborant bis 1923 und dann als Zeitnehmer an den Bohrlöchern der Kursker Magnetanomalie. 1924 trat er als Praktikant in das Analyse-Labor des Karpow-Instituts für Physikalische Chemie in Moskau ein. 1925–1930 studierte er Chemie an der Lomonossow-Universität Moskau. Daneben arbeitete er im RudMetallTorg-Trust als Chemie-Assistent (1925–1926) und als Chemiker in A. J. Fersmans Gruppe an radioaktiven Erzen (1926) und darauf im Trust Russkije Samozwety (Russische Halbedelsteine) als Senior-Chemiker (1926–1927).
Seit 1927 arbeitete Kargin in dem von A. J. Rabinowitsch geleiteten Laboratorium für Kolloidchemie des Instituts für Physikalische Chemie. Er bearbeitete Probleme der Geochemie, der Analytischen Chemie, der Elektrochemie und schließlich der Kolloidchemie. Er untersuchte die Stabilität und den Mechanismus der Koagulation lyophober Kolloide, den Reaktionsmechanismus zweier Kolloidsysteme sowie die damals noch nicht erforschte Klasse der Metall-Organosole. 1936 wurde er im Hinblick auf seine bisherigen Veröffentlichungen zum Doktor der Chemischen Wissenschaften promoviert, ohne eine Dissertation verteidigen zu müssen. Als Rabinowitsch an die Lomonossow-Universität wechselte, übernahm Kargin 1937 die Leitung dieser Abteilung und behielt sie bis zu seinem Tode.
1946 wurde Kargin Korrespondierendes Mitglied der Akademie der Wissenschaften der UdSSR (AN-SSSR). 1953 wurde er Vollmitglied der AN-SSSR und Professor am Lehrstuhl für Kolloidchemie der Lomonossow-Universität. Im Mittelpunkt seiner Untersuchungen stand der Bildungsmechanismus der Kolloidteilchen. 1955 wurde er Leiter des neuen Lehrstuhls für Polymerchemie der Lomonossow-Universität. Zu seinen Schülern gehörten W. A. Kabanow, N. A. Platé und N. F. Bakejew.
1959 wurde Kargin für Forschungen der Struktur und Eigenschaften der Polymere in das Institut für Petrochemie-Synthese (jetzt Toptschijew-Institut für Petrochemie-Synthese) der AN-SSSR eingeladen und blieb dort Senior-Wissenschaftler bis zu seinem Tode. Sein Interesse an der Polymersynthese wurde zum einen durch die Entdeckung der Molekularstruktur der Desoxyribonukleinsäure (DNS) von James Watson und Francis Crick geweckt und zum anderen durch die stereospezifische Polymerisation der α-Olefine und die Metallkomplexkatalysatoren von Giulio Natta. 1959 gründete er die russische Fachzeitschrift Polymere und wurde deren Hauptherausgeber. Auch trug er wesentlich zur Entwicklung der Kunststoffindustrie bei, wie Nikita Chruschtschow 1958 in seinem Bericht vor dem Plenum des Zentralkomitees der KPdSU hervorhob.
1960–1963 war Kargin Mitglied des Büros der Abteilung Chemische Wissenschaften der AN-SSSR. 1960 wurde er Stellvertretender Vorsitzender des Wissenschaftlichen Rates für Polymere der Abteilung Chemische Wissenschaften der AN-SSSR und 1963 Vorsitzender. Im Zentralkomitee der KPdSU warb er für die Nutzung der Polymere in der Medizin und Medizintechnik und die Erforschung der Biokompatibilität der Polymere. 1961 wurde er Mitglied des Regierungskomitees für Wissenschaft und Technik des Ministerrats der UdSSR, in dem er den Wissenschaftlichen Rat für Probleme der Polymer-Werkstoffe in der Wirtschaft leitete. Ab 1963 war er der Stellvertretende Akademie-Sekretär der Abteilung Allgemeine und Technische Chemie der AN-SSSR. 1969 wurde er ausländisches Mitglied der Deutschen Akademie der Wissenschaften zu Berlin. Er hielt Vorträge an vielen ausländischen Universitäten und Forschungszentren. Er stand in engem Kontakt mit Hermann F. Mark bei der Organisation der diversen Kommissionen der International Union of Pure and Applied Chemistry (IUPAC), wurde als erster Russe Mitglied der IUPAC und ordentliches Mitglied der Kommission für Makromolekülchemie. Mit anderen organisierte er eine Reihe von Makromolekülchemie-Symposien, insbesondere das Moskauer Symposium 1960. Er hielt Plenarvorträge auf den IUPAC-Symposien Wiesbaden 1959, Montreal 1961, Paris 1963 und 1965 und Toronto 1968 sowie auf dem IUPAC-Kongress Sydney 1969.
Kargin war Abgeordneter im Moskauer Stadtsowjet der Werktätigen (1939–1947 und 1950–1957). Er war Mitglied der Allunionsgesellschaft Wissen und der Mendelejew-Allunionsgesellschaft für Chemie.
Im Oktober 1969 reiste Kargin mit einer Gruppe des Komitees für Wissenschaft und Technik nach Italien, um die Zusammenarbeit mit Forschungszentren und Universitäten zu besprechen. Wegen eines Herzinfarkts seiner Frau Kalerija Petrowna flog er vor Abschluss der Gespräche zurück und suchte seine Frau im Akademie-Krankenhaus auf sowie auch seine langjährige Mitarbeiterin Professorin Soja Jakowlewna Berestnewa in einem anderen Krankenhaus. Nach einem Besuch bei seiner Frau verlor Kargin das Bewusstsein und starb auf dem Wege in das Moskauer Sklifosowski-Institut für Erste Hilfe durch Riss der Aorta aufgrund eines unentdeckten Aneurysmas. Sein Grab befindet sich auf dem Nowodewitschi-Friedhof. Das Forschungsinstitut für Polymerchemie und -technologie in Dserschinsk trägt seit 1970 Kargins Namen. Zu Kargins 90. Geburtstag wurde 1997 in Moskau eine große internationale Polymer-Konferenz durchgeführt.

## Ehrungen
- Orden des Roten Banners der Arbeit (1943 zweifach)
- Stalinpreis II. Klasse (1943) für die Entwicklung einer neuen Methode der Schutzgewebebearbeitung und deren Einführung in die Produktion
- Stalinpreis III. Klasse (1947) für die Entwicklung und Einführung der künstlichen Verfestigung wassergesättigter Sandböden
- A. N. Bach-Preis (1949, 1954)
- Stalinpreis II. Klasse (1950) für die Entwicklung und Einführung der künstlichen Verfestigung wassergesättigter Sandböden
- Leninorden (1954, 1961, 1966)[1]
- Leninpreis (1962)
- XVI. Mendelejew-Vorlesung Die Strukturausbildung in Polymeren
- Held der sozialistischen Arbeit (1966)[1]
- Staatspreis der UdSSR (1969)
- diverse Medaillen